# Umbar
Umbar egy helyszín J. R. R. Tolkien mitológiájában. A númenoriak alapították a másodkorban. Arany Ar-Pharazon itt szállt partra mordori hódító hadjárata előtt. Númenor elsötétülésének idején Umbart a fekete númenoriak hódították meg, és az ő kezükön maradt Tarannon Falastur idejéig. Az ő idejében Gondor elfoglalta Umbart és a Déli Királyságba olvasztotta, de pár évszázaddal később elvesztette, amikor a polgárháborúban vereséget szenvedett fél ide vonult vissza Gondor hajóhadának nagyobbik részével és rettegett kalózokká váltak. Umbar kalózai a Harmadkor többi részében továbbra is tüske voltak Gondor oldalában. Gyakran kifosztották a déli partvidéket, és sok egyéb nép támadásához is csatlakoztak. A kalózok valójában a Gyűrűháború során nagy veszteséget okozhattak volna Gondornak, s talán elegendőt a vereséghez, ha Aragorn (Thorongilként) nem harcolt volna ellenük pár évtizeddel korábban és nem pusztította volna el hajóhaduk nagyját. A kalózok Gondor ellen küldött seregét a Háborúban Aragorn Dúnharg Holtjainak segítségével megverte és hajóikat Minas Tirith segítségére küldte.
Sauron veresége után a kalózok továbbra is Gondor és Aragorn király ellenségei maradtak és több évtizedig háborúskodtak még egymással, amíg végre a király elfoglalta Umbart és az Újraegyesített Királysághoz csatolta.